# Аверкий Варненски
Аверкий (на гръцки: Αβέρκιος, Аверкиос) е гръцки духовник, митрополит на Вселенската патриаршия.

## Биография
Роден е около 1771 година в Арнавуткьой. Служи като протосингел на Деркоската епархия. През септември 1835 година е избран и по-късно ръкоположен за димотишки митрополит. През август 1841 година е избран за артенски митрополит. През октомври 1846 година е избран за варненски митрополит. Той умира през март 1847 година на кораба, който го отвежда в новата му епархия.